# Edoardo Masdea
Edoardo Masdea (Naples, 23 juillet 1849 - Rome, 12 mai 1910) était un homme politique et un amiral italien.

## Biographie
En tant qu'ingénieur et général de génie naval, il a conçu plusieurs classes de navires de la Regia Marina à la fin du XIXe siècle, notamment les croiseurs cuirassés de la classe Vettor Pisani et, sous la direction de Benedetto Brin, la classe Giuseppe Garibaldi, qui ont également connu un succès considérable en termes de ventes à l'étranger.
Il est également responsable de la conception des classes Pisa et San Giorgio, ainsi que du premier cuirassé monotype de la Regia Marina (ou dreadnought d'après le nom du premier navire de ce type construit), le Dante Alighieri.

### Carrière
- Enseigne (16 novembre 1864)
- sous-ingénieur (11 avril 1869),
- chef ingénieur (28 mars 1880).
- Directeur du Corps des ingénieurs de la marine (24 avril 1890)
- Inspecteur du génie naval (23 janvier 1896)
- Major général du génie naval (20 mars 1904)
- Lieutenant général du génie naval (28 juillet 1904)

### Fonctions et titres
- Membre de la Commission de conception navale du Ministère de la Marine (11 octobre 1888-24 mars 1894)
- Directeur général des constructions navales (23 janvier 1896-1 février 1899)
- Juge suppléant de la Cour suprême de la guerre et de la marine (2 mars-23 septembre 1899)
- Membre du Conseil supérieur de la marine (1er février-1er juillet 1899) (21 juillet 1900-1er août 1900) (28 juillet 1904)
- Chef du bureau technique du ministère de la Marine (6 janvier 1901-28 juillet 1904)
- Membre de la Commission pour l'étude des réformes du code de la marine marchande (9 juin 1904)
- Président de la commission d'examen des projets de navires (17 août 1907)

## Décorations

### Décorations italiennes
- Commandeur de l'Ordre des Saints-Maurice-et-Lazare
 - Commandeur de l'Ordre de la Couronne d'Italie
 - Croix d'or pour ancienneté de service (40 ans)

### Décorations étrangères
- Commandeur de l'Ordre national de la Légion d'honneur (France)

## Sources
- (it) Cet article est partiellement ou en totalité issu de l’article de Wikipédia en italien intitulé « Edoardo Masdea » (voir la liste des auteurs).